# Административно-территориальное деление Вожегодского района
Вожегодский район — административно-территориальная единица в Вологодской области Российской Федерации. В рамках организации местного самоуправления ему соответствует одноимённое муниципальное образование Вожегодский муниципальный район.
- Административный центр — рабочий посёлок Вожега.
- Код ОКАТО Вожегодского района — 19 218,
- Код ОКТМО Вожегодского муниципального района — 19 618.

## Административно-территориальные единицы
Вожегодский район в рамках административно-территориального устройства, включает 1 посёлок городского типа (рабочий посёлок Вожега) и 15 сельсоветов:
| №  | Сельсовет          | Соответствующее муниципальное образование |
| -- | ------------------ | ----------------------------------------- |
| 1  | Бекетовский        | Бекетовское СП                            |
| 2  | Вожегодский        | Вожегодское ГП                            |
| 3  | Кадниковский       | Кадниковское СП                           |
| 4  | Липино-Каликинский | Бекетовское СП                            |
| 5  | Марьинский         | Явенгское СП                              |
| 6  | Митюковский        | Ючкинское СП                              |
| 7  | Мишутинский        | Мишутинское СП                            |
| 8  | Нижнеслободский    | Нижнеслободское СП                        |
| 9  | Огибаловский       | Тигинское СП                              |
| 10 | Пунемский          | Бекетовское СП                            |
| 11 | Раменский          | Явенгское СП                              |
| 12 | Тавенгский         | Тигинское СП                              |
| 13 | Тигинский          | Тигинское СП                              |
| 14 | Ючкинский          | Ючкинское СП                              |
| 15 | Явенгский          | Явенгское СП                              |

## Муниципальные образования
В состав муниципального района с 2015 года входят 1 городское и 7 сельских поселений.
| Муниципальное образование          | Административный центр | Административно-территориальные единицы               |
| ---------------------------------- | ---------------------- | ----------------------------------------------------- |
| Вожегодское городское поселение    | Вожега                 | рабочий посёлок Вожега, Вожегодский сельсовет         |
| Бекетовское сельское поселение     | Бекетовская            | Бекетовский, Липино-Каликинский, Пунемский сельсоветы |
| Кадниковское сельское поселение    | Кадниковский           | Кадниковский сельсовет                                |
| Мишутинское сельское поселение     | Мишутинская            | Мишутинский сельсовет                                 |
| Нижнеслободское сельское поселение | Деревенька             | Нижнеслободский сельсовет                             |
| Тигинское сельское поселение       | Гридино                | Огибаловский, Тавенгский, Тигинский сельсоветы        |
| Ючкинское сельское поселение       | Ючка                   | Ючкинский, Митюковский сельсоветы                     |
| Явенгское сельское поселение       | База                   | Марьинский, Раменский, Явенгский сельсоветы           |

### История муниципального устройства
Первоначально, в рамках организации местного самоуправления 1 января 2006 года на территории муниципального района было образовано 1 городское и 14 сельских поселений.
| Муниципальное образование             | Административный центр | Административно-территориальные единицы           |
| ------------------------------------- | ---------------------- | ------------------------------------------------- |
| Вожегодское городское поселение       | Вожега                 | посёлок Вожега, Вожегодский сельсовет             |
| Бекетовское сельское поселение        | Бекетовская            | Бекетовский сельсовет                             |
| Кадниковское сельское поселение       | Кадниковский           | Кадниковский сельсовет                            |
| Липино-Каликинское сельское поселение | Иваньково              | Липино-Каликинский сельсовет                      |
| Марьинское сельское поселение         | Марьинская             | Марьинский сельсовет, посёлок Сямба               |
| Митюковское сельское поселение        | Сосновица              | Митюковский сельсовет                             |
| Мишутинское сельское поселение        | Мишутинская            | Мишутинский сельсовет                             |
| Нижнеслободское сельское поселение    | Деревенька             | Нижнеслободский сельсовет                         |
| Огибаловское сельское поселение       | Огибалово              | Огибаловский сельсовет                            |
| Пунемское сельское поселение          | Воскресенское          | Пунемский сельсовет                               |
| Раменское сельское поселение          | Михайловская           | Раменский сельсовет                               |
| Тавенгское сельское поселение         | Поздеевская            | Тавенгский сельсовет                              |
| Тигинское сельское поселение          | Гридино                | Тигинский сельсовет                               |
| Ючкинское сельское поселение          | Ючка                   | Ючкинский сельсовет                               |
| Явенгское сельское поселение          | Покровское             | Явенгский сельсовет, за исключением посёлка Сямба |

В апреле 2009 года были упразднены и объединены сельские поселения:
- Огибаловское и Тавенгское — включены в Тигинское с центром в деревне Гридино;
- Липино-Каликинское и Пунемское — включены в Бекетовское с центром в деревне Бекетовская;
- Марьинское, Раменское — включены в Явенгское с центром в посёлке База.

| Муниципальное образование          | Административный центр | Административно-территориальные единицы               |
| ---------------------------------- | ---------------------- | ----------------------------------------------------- |
| Вожегодское городское поселение    | Вожега                 | рабочий посёлок Вожега, Вожегодский сельсовет         |
| Бекетовское сельское поселение     | Бекетовская            | Бекетовский, Липино-Каликинский, Пунемский сельсоветы |
| Кадниковское сельское поселение    | Кадниковский           | Кадниковский сельсовет                                |
| Митюковское сельское поселение     | Сосновица              | Митюковский сельсовет                                 |
| Мишутинское сельское поселение     | Мишутинская            | Мишутинский сельсовет                                 |
| Нижнеслободское сельское поселение | Деревенька             | Нижнеслободский сельсовет                             |
| Тигинское сельское поселение       | Гридино                | Огибаловский, Тавенгский, Тигинский сельсоветы        |
| Ючкинское сельское поселение       | Ючка                   | Ючкинский сельсовет                                   |
| Явенгское сельское поселение       | База                   | Марьинский, Раменский, Явенгский сельсоветы           |

В июне 2015 года сельское поселение Митюковское было упразднено и включено в сельское поселение Ючкинское.